# Janusz Wolniewicz
Janusz Andrzej Wolniewicz (ur. 28 maja 1929 w Żyrardowie, zm. 27 kwietnia 2006 w Warszawie) – polski pisarz, dziennikarz, publicysta i podróżnik.

## Życiorys
W czasie II wojny światowej był członkiem Szarych Szeregów (pseudonim Mina). W 1952 ukończył Wyższą Szkołę Handlu Morskiego w Sopocie, a następnie w latach 1952–1953 był urzędnikiem Ministerstwa Żeglugi. Od 1953 był pracownikiem Wydawnictwa Obrony Narodowej, a od 1955 zastępcą redaktora naczelnego miesięcznika Morze.
Należał do Związku Literatów Polskich. Był członkiem Stowarzyszenia Dziennikarzy Polskich, Zarządu Marynistów Polskich, Światowego Związku Żołnierzy AK.
Jako porucznik, odznaczony Złotym Krzyżem Zasługi, Krzyżem Kawalerskim Orderu Odrodzenia Polski, Medalem Komisji Edukacji Narodowej, Krzyżem Armii Krajowej.
Interesował się historią odkryć geograficznych i filatelistyką.
Mieszkał w Warszawie, w Ursusie.

## Twórczość
Napisał ponad 20 książek podróżniczych i wiele artykułów publikowanych w Morzu, Widnokręgach i Kontynentach
- Ku wybrzeżom zielonej kawy (MON 1960)
- Europa z lewej (Wydawnictwo Morskie 1964)
- Kursem srebrnych flot (Wydawnictwo Morskie 1966)
- W krainie złota i totemów (Iskry 1968, seria „Naokoło świata”)
- Porty, palmy i Polacy, czyli Zapiski podróżnego z Lechistanu długopisem w Nowym Świecie poczynione (Wydawnictwo Morskie 1969)
- Synowie ludożerców (Iskry 1971, seria „Naokoło świata”)
- Wachty z trzech oceanów (Wydawnictwo Poznańskie 1973, Młodzieżowa Agencja Wydawnicza 1982, Krajowa Agencja Wydawnicza 1988)
- 50000 mil po krainie Klonowego Liścia (Biuro Wydawniczo-Propagandowe 1973)
- Archipelag pięciu kumulusów (MON 1974, 1977, 1986)
- Podróże do Tawantisuyu (KAW 1974)
- Wilcze stada (MON 1974)
- Delfiny z Ucayali (Iskry 1975, seria „Naokoło świata”)
- Czarny archipelag (KAW 1976)
- Kraina rajskich ptaków (KAW 1976)
- Kolorowy pasat (MON 1977)
- Ludzie i atole (MON 1979, 1982)
- Uśmiech złotego Buddy (Młodzieżowa Agencja Wydawnicza 1980)
- Vanuatu. Czarny archipelag (MON, 1983)
- Między Luzonem a Mindanao (GLOB 1986)
- Wyspy szmaragdowego Pacyfiku (Młodzieżowa Agencja Wydawnicza 1986)
- Eskadra delfinów (Wydawnictwo Polonia 1987)
- Lądowanie w Eldorado (MON 1987)
- Bogowie gorącego słońca (Instytut Wydawniczy Związków Zawodowych CRZZ 1988)
- Kierunek wszędzie, czyli wędrówki po ścieżkach Polaków (Wydawnictwo Polonia 1989)
- Australia (Muza 1993, seria „Moje podróże”)
- Niezwykłe losy transatlantyków (Ypsylon 1996) ISBN 83-85135-82-0.
- Łotry Pacyfiku (Marpress 1997)

## Nagrody i wyróżnienia
Za działalność literacką i publicystyczną otrzymał Nagrodę Marynarzy i Portowców, Nagrodę Klubu Zagadnień Polonijnych MSZ, Nagrodę Stowarzyszenia Marynistów Polskich im. J. Conrada oraz Srebrny Globus od redakcji Widnokręgów.